# 奈良盆地

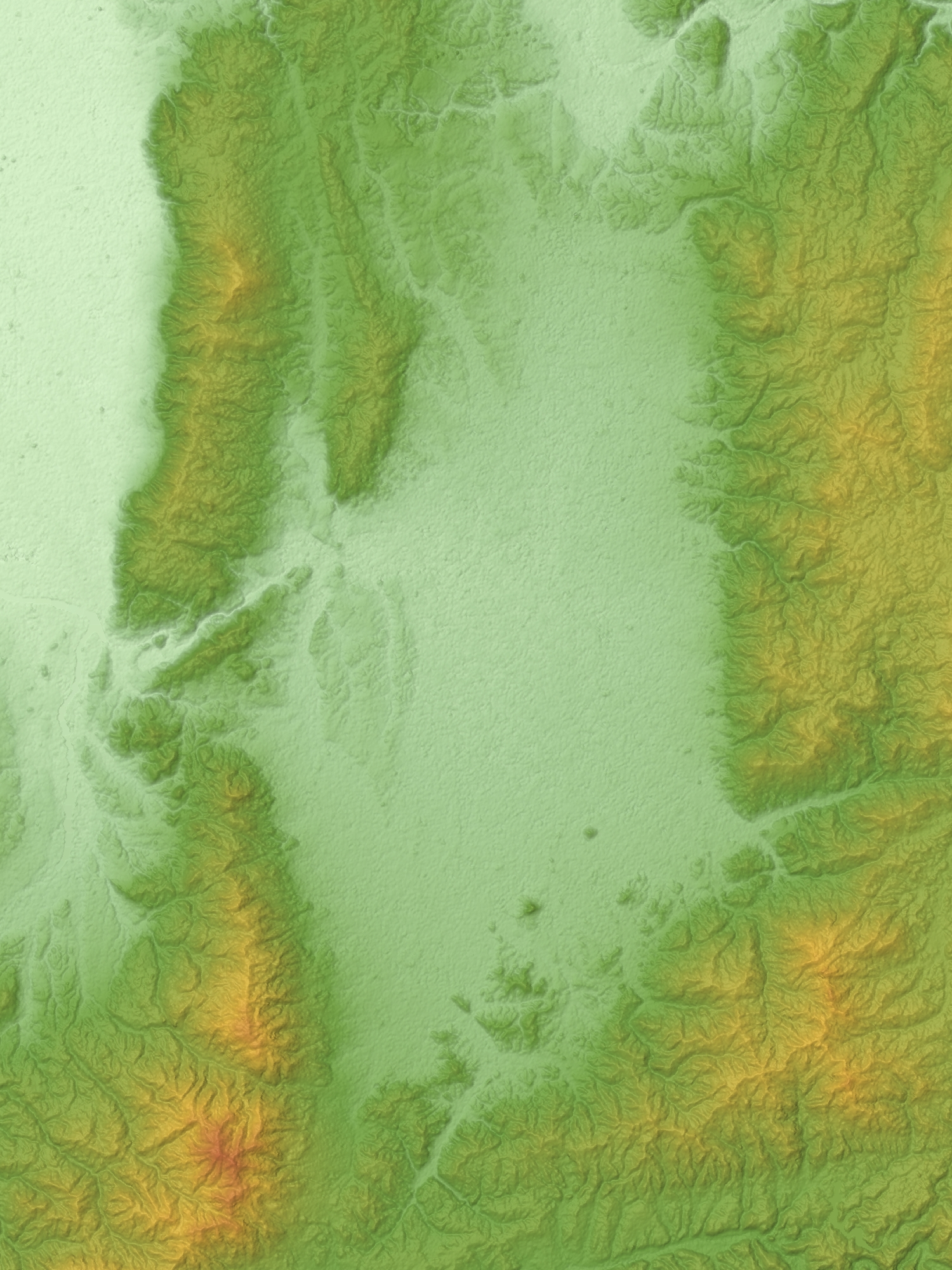
奈良盆地的地形图

奈良盆地，位于日本奈良县的西北部，属于断层盆地。又称为大和盆地，大和平原。东西约15公里，南北约30公里，呈菱形面积。
奈良盆地的西侧通过生驹山地，与大阪府交流，自古以来就是日本文明的发源地。在迁都到平安京之前一直都是日本政治经济文化中心。
日本明治维新之后，奈良盆地出土了大量古坟，显示了奈良盆地在日本古代史上的重要位置。与京都府并列为日本古代文化遗产最丰富的两个地方。
奈良盆地还聚焦了奈良县最多的人口，140万中的120万。

## 外部連結
- 奈良盆地 （页面存档备份，存于） - Kotobank（日語）